# Ровінська Анастасія Семенівна
Анастасія (Стася) Семенівна Ровінська (до шлюбу Анастасія Єгорова; нар. 7 вересня 1992, Київ) — українська акторка та телеведуча. Партнерка UNICEF Україна, під час війни провела прямі ефіри «Важливо, як ніколи» які допомогли більше ніж 5 мільйонам українців.

## Біографія
Народилася 1992 року в Києві у родині проросійської (у 2022 році висловила підтримку Володимиру Путіну) телеведучої Сніжани Єгорової та музичного режисера Семена Горова. Має рідну сестру Олександру (нар. 1997) та трьох зведених по матері: Андрія (2006), Аріну (2010) та Івана (2012).
У 1999 році знялася у кліпі гурту «Океан Ельзи» «Сосни».
Після закінчення загальноосвітньої школи вступила до Київського національного університету театру, кіно і телебачення ім. І. Карпенка-Карого. До 2014 року навчалася у майстерні Дмитра Богомазова.
21 січня 2014 року одружилася з однокласником Ярославом Ровінським, виховує трьох дітей: Евана (нар. січень 2014), Енея (нар. 23 жовтня 2016) та Емму (нар. 12 травня 2020).

## Творчість
Ще в дитинстві планувала бути танцівницею, художницею, дизайнеркою і працювати в міжнародних відносинах. 
Під час навчання працювала у Київському драматичному театрі на Лівому березі Дніпра, вела телепередачі, грала у театрі та кіно. У 2012 році стала телеведучою програми «Open space» на MTV Україна. Також працювала на українському телеканалі «Прямий».
Одна із шести ведучих денного інфотейнмент-шоу «Твій День», що демонструється на телеканалі «1+1» з 24 травня 2021 року. Буде працювати у студії разом з Тімуром Мірошниченком та Володимиром Рабчуном.
У 2022 отримала головну роль в американській короткометражці Slava My Freedom.

### Ролі у кіно
- 2019 — «Пристрасті по Зинаїді» — Олена, подруга головної героїні Зинаїди
- 2019 — Спадкоємці — епізод (немає в титрах)
- 2019 — Інша — епізод
- 2018 — 2021 — «Опер за викликом-3» — Софі
- 2018 — Чуже життя — епізод
- 2018 — Соломонове рішення — Марійка, няня
- 2018 — За законами воєнного часу-2 (Росія, Україна) — Катя, диспетчерка на вокзалі (в титрах — Стася Ровинська)
- 2018 — Новорічний ангел — мама Лілі
- 2018 — Кохання. Побічний ефект — Магдалена в юності
- 2017 — «Пес» — Ірина (17-та серія «Колекціонер», 2-й сезон).
- 2017 — Всупереч долі — Галя, дружина Павла
- 2016 — Чорна квітка — Даша
- 2016 — Пробач — Лора Долгополова, стажистка
- 2016 — «Найкращий» тиждень мого життя — Аня
- 2015 — Клан ювелірів — Раїса, подруга Наталії (немає в титрах)
- 2012 — Жіночий лікар — Валя, дочка Агати («Заборонений прийом», 28-ма серія)
- 2012 — Закохані в Київ (кіноальманах; серія — «Остання ніч грудня») — головна роль
- 2011 — Ластівчине гніздо — епізод
- 2001 — День народження Буржуя — 2 (Росія, Україна)